# 전태수
전태수(1984년 3월 2일~2018년 1월 21일)는 대한민국의 배우이다.
2010년, 《성균관 스캔들》에서 주인공 일행과 대적하는 노론 명문가의 자제이자 성균관 장의 역을 맡게 되면서 주목을 받았다.
2011년 2월 1일, 음주폭행 사고를 일으켜 자숙의 의미로 당시 출연 중이었던 시트콤 《몽땅 내 사랑》에서 하차하였다.
2011년 겨울, MBN 시트콤 《왔어 왔어 제대로 왔어》로 복귀하였으며 그 뒤 사극 《궁중잔혹사 - 꽃들의 전쟁》, 《제왕의 딸 수백향》 등에 출연하였다.

## 학력
- 서원대학교 조소학과

## 출연작

### 드라마
- 2007년: OCN 미니시리즈 《키드갱》 ... 학생회장 정성균 역
- 2007년: SBS 아침연속극 《사랑하기 좋은 날》 ... 배장호 역
- 2007년: SBS 월화드라마 《왕과 나》 ... 한치근 역
- 2010년: KBS2 월화드라마 《성균관 스캔들》 ... 하인수 역
- 2010년: MBC 일일시트콤 《몽땅 내사랑》 ... 전태수 역
- 2010년: SBS 월화드라마 《괜찮아, 아빠딸》 ... 박종석 역
- 2011년: MBN 일일시트콤 《왔어 왔어 제대로 왔어》 ... 김굴주 역
- 2013년: JTBC 주말연속극 《궁중잔혹사 - 꽃들의 전쟁》 ... 남혁 역
- 2013년: MBC 특별기획 《제왕의 딸 수백향》 ... 진무 역

### 영화
- 2008년: 《유쾌한 도우미》 ... 성진 역
- 2009년: 《K&J 운명》
- 2013년: 《천국으로 가는 이삿짐》

## 사건 및 사고
- 음주 후 택시 기사와 경찰관들에게 폭력을 휘두른 혐의로 불구속 입건되었다.[1]

## 사망
2018년 1월 21일에 향년 나이 33세로 숨을 거두었다. 소속사인 해와달 엔터테인먼트 측은 '우울증으로 치료를 받다가, 상태가 좋아져서 연기자로 복귀할 계획이었는데, 갑작스러운 비보로 유족과 지인 모두가 애통해 하고 있다'고 밝혔다. 사인은 불명이나, 자살로 추정된다.